# Сикора, Ружена Владимировна
Руже́на Влади́мировна Сико́ра  (16 июня 1916, Новороссийск — 23 декабря 2006, Москва) — советская эстрадная певица чешского происхождения. Народная артистка Российской Федерации (1993).

## Биография
Ружена Сикора родилась 16 июня 1916 года в Новороссийске в семье чешского музыканта, оперного певца Владимира Сикоры и с трёхлетнего возраста стала принимать участие в домашних концертах.
С девяти лет Ружена обучилась игре на фортепиано и стала аккомпанировать отцу, певшему баритональным басом, а затем и сама начала исполнять популярные песни.
 
После смерти отца восемнадцатилетняя девушка, которой пришлось зарабатывать на жизнь тяжёлым трудом на цементном заводе, не оставила музыкальных занятий и принимала активное участие в культурной жизни Новороссийска. Талант Ружены не остался без внимания городских властей, и она получила направление в музыкальное училище Ростова-на-Дону, которое окончила в 1941 году.
Ещё студенткой Сикора стала солисткой оркестра Северо-Кавказской железной дороги под руководством Дмитрия Воронина и во время летних каникул много выступала в различных концертах, покоряя публику умением не только спеть, но и сыграть песню. Её возросшее мастерство было по достоинству оценено известным советским пианистом, дирижёром и композитором А. Н. Цфасманом, после выступления в Баку пригласившим певицу работать в своём джазовом коллективе: уже в мае 1941 года они вместе выступали на площадке Зелёного театра Всесоюзной сельскохозяйственной выставки в Москве.
В годы Великой Отечественной войны Ружена Владимировна выступала с песнями в осаждённой Москве, перед ранеными в тыловых госпиталях и бойцами на передовой.
В послевоенные годы популярность певицы, в 1946 году добившейся успеха на II Всесоюзном конкурсе артистов эстрады, стала всенародной: она продолжала быть солисткой джаз-оркестра Всесоюзного радиокомитета, которым руководил Александр Цфасман и одной из первых в стране включила в свой репертуар песни на языках народов мира, в том числе джазовые стандарты и вечнозелёные темы в стиле свинг. После расформирования оркестра в 1947 году Сикора сотрудничала с симфоджазом театра «Эрмитаж», а также выступала с сольными концертами, исполняя новые песни, написанные для неё Богословским, Блантером, Фрадкиным, Молчановым, Слоновым. Отсутствие сентиментальности, сдержанность, почти аскетичность при внутренней наполненности — таковы, по мнению музыкальных критиков, были черты сценического характера Ружены Сикоры. Не прекращая концертной деятельности, она совершенствовала своё вокальное мастерство в Гнесинском училище.
Только тяжёлая травма, полученная в автомобильной катастрофе, вынудила артистку принять решение покинуть эстраду, однако не заставила уйти из искусства: Ружена Сикора с присущим ей талантом занималась преподаванием, участвовала в воспитании молодых артистов вокального жанра в певческой школе при Центральном Доме работников искусств в Москве.
В 1993 году её заслуги были отмечены присвоением почётного звания Народной артистки Российской Федерации.
3 марта 2005 года за концертную работу в военные годы Ружена Сикора была награждена медалью «За доблестный труд в Великой Отечественной войне 1941-1945 гг.».
Ружена Владимировна Сикора скончалась в Москве 23 декабря 2006 года . Похоронена в Москве на Химкинском кладбище. Участок № 27.